# Motorenfabrik Gerhard Adam
Die Motorenfabrik Gerhard Adam (Gerhard Adam, Továrna Motorů) war ein Hersteller von Motoren aus Österreich-Ungarn, später Tschechoslowakei. Zeitweise entstanden auch Automobile.

## Unternehmensgeschichte
Das Unternehmen wurde 1905 als Zweigwerk der Wiener Maschinenfabrik Gerhard Adam in Oskava-Bedřichov gegründet. 1907 begann die Produktion von Automobilen. Der Markenname lautete Adam. Im gleichen Jahr endete die Produktion. Es ist nicht bekannt, wann das Unternehmen aufgelöst wurde.

## Fahrzeuge
Das Unternehmen stellte sowohl Personenkraftwagen als auch Lieferwagen her. Weitere Details sind nicht bekannt.